# Alkyoneus (Gigant)

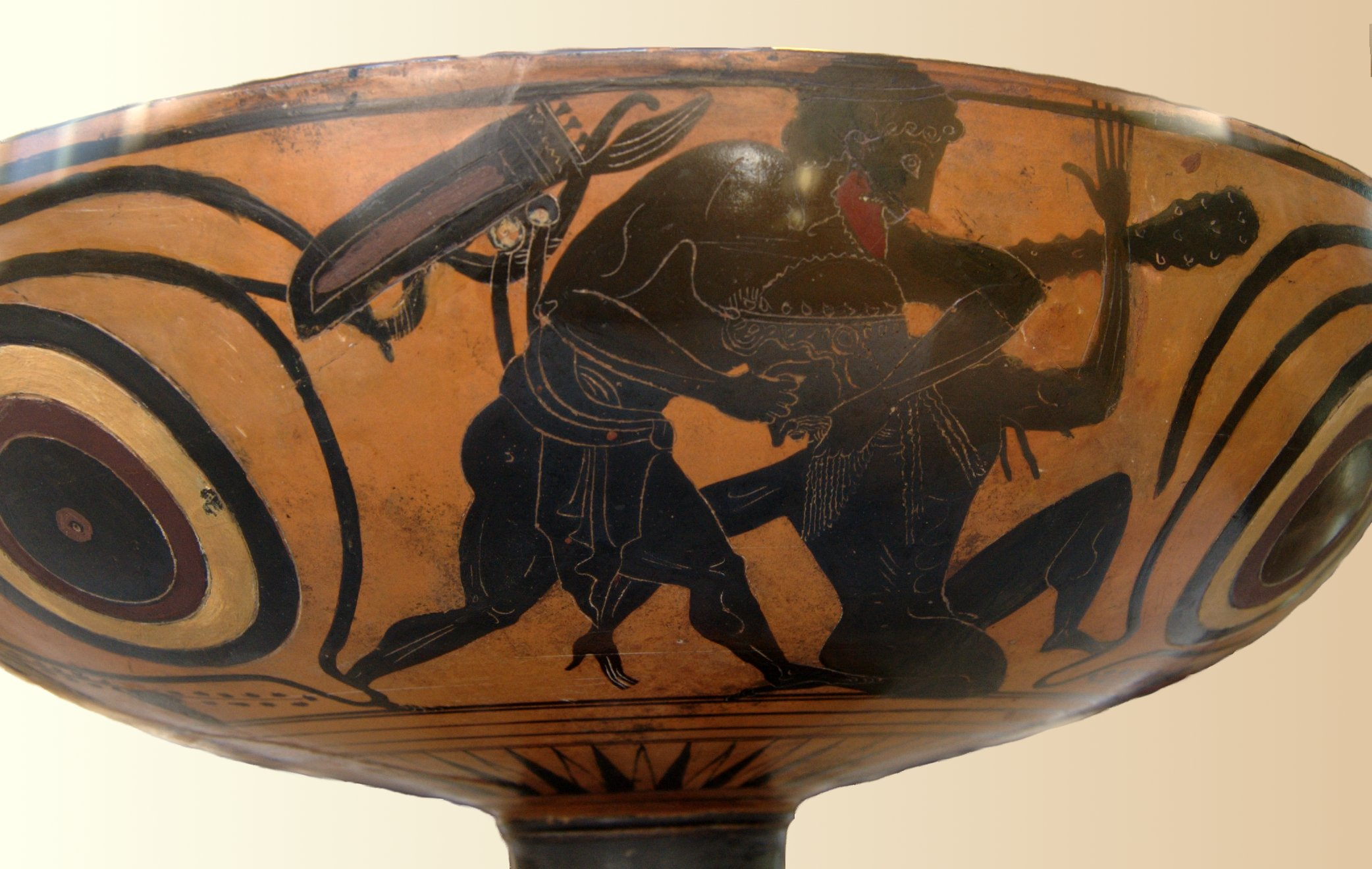
Oud-Griekse vaas met een afbeelding van Herakles in gevecht met Alkyoneus.

Alkyoneus is een figuur uit de Griekse mythologie. Hij was de oudste en ook de machtigste der Giganten.
Hij werd geboren te Pallene. Op deze plek was hij onsterfelijk. In de Gigantenoorlog kwam Alkyoneus tegenover Herakles (Latijn: Hercules) te staan. Alkyoneus raakte gewond door de pijlen van Herakles, maar hij herstelde zeer snel door de krachten die zijn moeder Gaia aan hem had geschonken. De godin Athena zei tegen Herakles dat hij de Gigant moest weglokken van zijn geboorteplaats en hem daar verslaan. En zo geschiedde het, Alkyoneus werd net buiten Pallene gedood.
Alkyoneus had nog zeven dochters, de Alkyoniden genaamd, toen zij hoorden dat hun vader was gesneuveld, sprongen ze in zee. Amphitrite (vrouw van Poseidon) zag dit gebeuren, ze redde hen en ze veranderde de zeven dochters in ijsvogels.